# Paepalanthus oerstedianus
Paepalanthus oerstedianus är en gräsväxtart som beskrevs av Friedrich August Körnicke. Paepalanthus oerstedianus ingår i släktet Paepalanthus och familjen Eriocaulaceae. Inga underarter finns listade i Catalogue of Life.